# 所见即所得

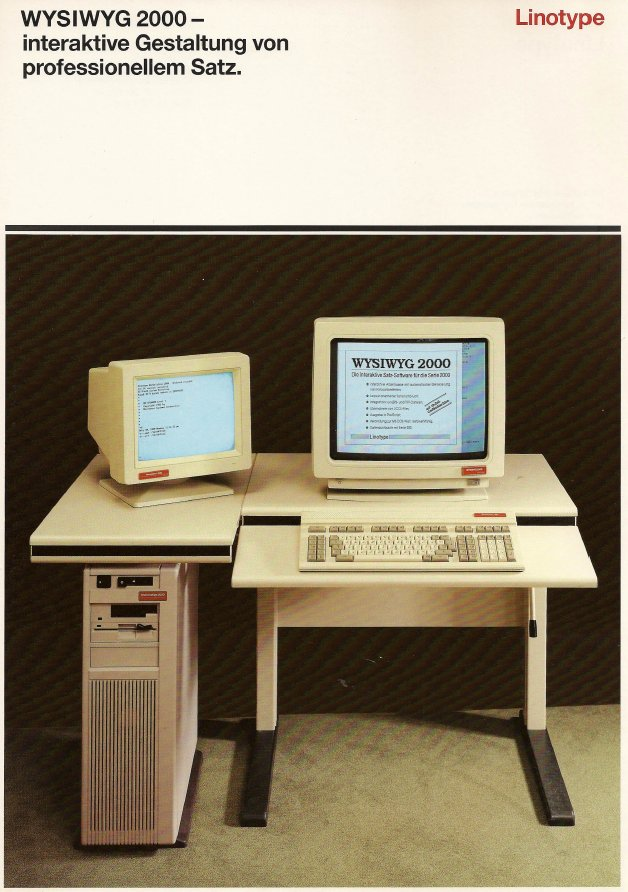
1989年的Wysiwyg 2000系统

计算机中的所见即所得（英文：What You See Is What You Get，缩写：WYSIWYG， /ˈwɪziwɪɡ/ WIZ-ee-wig） 指的是一类软件，使用这类软件编辑内容时所见的格式与该内容作为成品打印或显示时所得的外观相似，如印制文件、网页或幻灯片。所见即所得意味着用户在使用用户界面（GUI）创建文档时即有与最终结果相当接近的预览。通常，所见即所得意味着能够直接操作文档的布局，而不需要输入或记住各种布局命令的名称。

## 历史
在所见即所得技术出现之前，文本在编辑器中出现时使用的是系统标准的字体和样式，很少有布局（边距、间距等）的提示。用户需要输入特殊的非打印控制代码来表示某些文本应该是粗体、斜体或不同的字体与大小。在这种环境下，文本编辑器和文字处理器之间区别很小。
这些应用程序通常使用某种特定的标记语言来定义代码和标签（tag）。每个程序的格式标准都不一样，从一个软件换到另一个软件要付出很大的学习成本。
由于标签和代码能够存储复杂的格式化信息，如今某些软件中仍然会使用它。但是，当标签在编辑器中可见时，它们在未格式化的文本中占据了空间，因此会破坏所需的布局和流程。
Bravo是由巴特勒·兰普森 、 查尔斯·西蒙尼及其同事于 1974 年在帕罗奥多研究中心为施乐奥托制作的文档准备程序，一般认为它是第一个采用所见即所得技术的程序， 显示带有格式的文本。Alto 显示器（72PPI）设计成了可以看到一整页文本，然后在激光打印机上打印的形式。当文本在屏幕上布局时，使用72PPI的字体文件，但在打印时，则使用300PPI的字体文件。结果，人们偶尔会发现字符、单词略有偏差——这个问题持续至今。
Bravo是商业软件，最终包含在Xerox Star中的软件可以看作它的直系后代。 
1978 年末，与Bravo的工作并行但互相独立，惠普开发并发布了第一个商业的所见即所得软件，用于制作幻灯片。第一个版本名为BRUNO，在HP 1000小型计算机上运行，利用HP 2640 — HP 的第一个位图计算机终端。 BRUNO随后被移植到 HP-3000 并重新发布为“HP Draw”。 
1981年，MicroPro公司宣传其WordStar文字处理器具有所见即所得功能， 但它的显示仅限于以所见即所得方式显示格式化的文本；屏幕上可以直接显示粗体和斜体文本，而不是各种被标签或控制字符所包围。1983年，《读者周刊》以 "所见即所得 "的口号为其Stickybear教育软件做广告，并附有Apple II图形的照片，但1970年代和1980年代初的家用电脑缺乏显示所见即所得文件所必需的复杂图形功能，这意味着这种应用通常局限于用途有限的高端工作站，而这些工作站对于普通大众来说过于昂贵。随着技术进步让更便宜的位图显示器得以生产，所见即所得软件开始出现在更流行的计算机中，包括 1983 年发布的用于Apple Lisa的LisaWrite和 1984 年发布的用于Apple Macintosh的MacWrite 。 
苹果Macintosh系统最初的设计，是为了能够轻松调整屏幕分辨率和苹果出售的ImageWriter点阵打印机的分辨率：屏幕为72PPI，打印机为144DPI。因此，在MacWrite和MacPaint等程序中，屏幕显示的比例和尺寸很容易转化为打印输出。如果把纸举到屏幕上，打印出来的图像将与屏幕上的图像大小相同，但分辨率是屏幕的两倍。由于ImageWriter是唯一与Macintosh打印机端口物理兼容的打印机型号，这创造了一个有效的封闭系统。后来，当使用外部显示器的Mac出现时，分辨率被固定为屏幕的大小，以达到72DPI。这些分辨率往往与当时PC世界中常见的VGA标准分辨率不同。因此，虽然Macintosh 15英寸（38厘米）显示器具有与PC相同的640×480分辨率，但16英寸（41厘米）的屏幕将被固定在832×624分辨率，而不是PC使用的800×600分辨率。随着第三方点阵打印机以及激光打印机和多同步显示器的引入，分辨率甚至偏离了屏幕分辨率的倍数，使得真正的所见即所得更难实现。